# Rajd Francji Alzacja
Rajd Francji Alzacja (lub Rajd Alzacji) (fr. Rallye de France-Alsace lub Rallye d'Alsace) – to rajd samochodowy organizowany od 2010 roku we Francji przez francuską federację sportów samochodowych (FFSA).

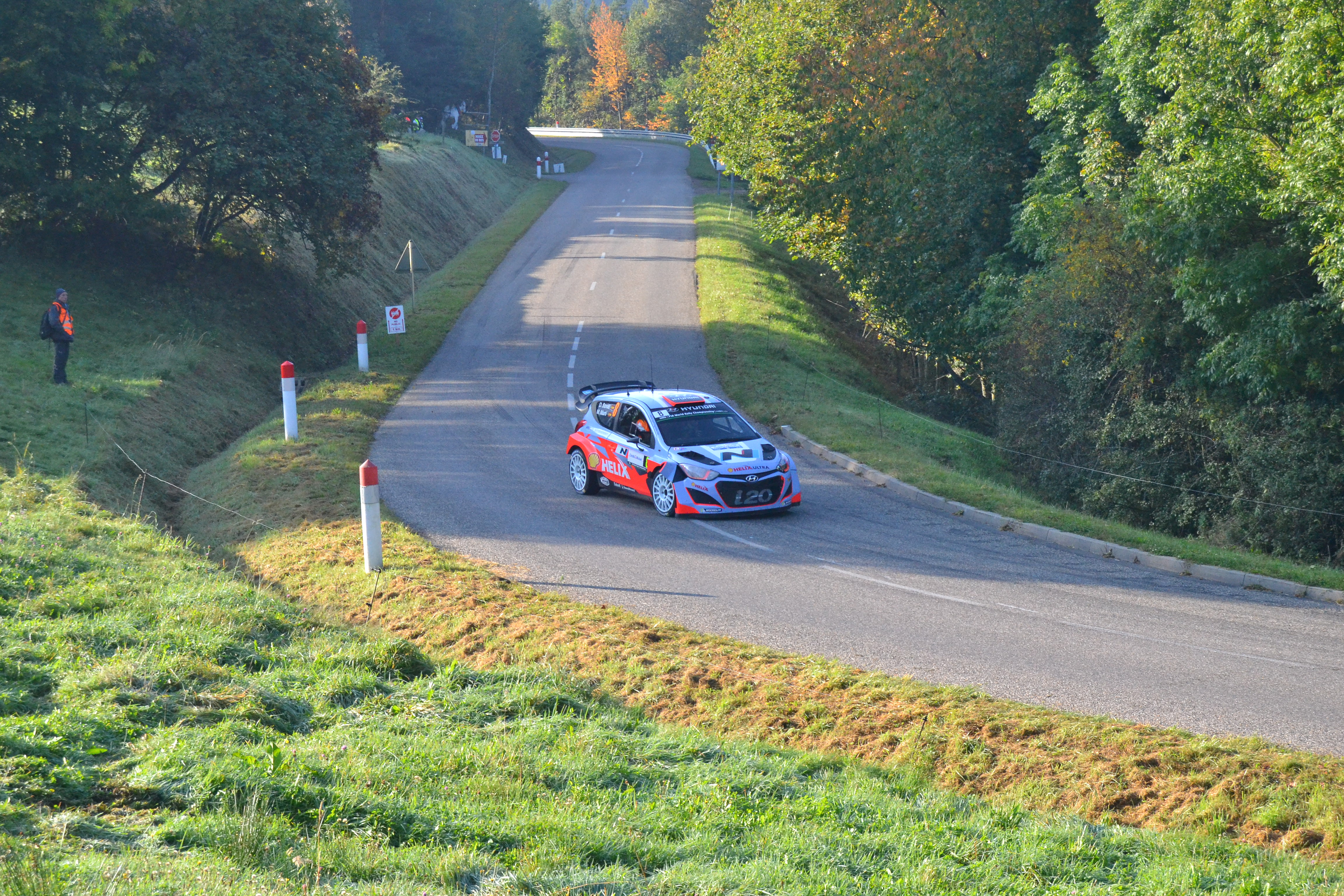
Dani Sordo i Marc Marti w Hyundaiu i20 WRC podczas pokonywania 9 OS-u podczas Rajdu Alzacji w 2014 roku.

Rajd rozgrywany jest na terenie Alzacji, w rodzinnych stronach Sebastiena Loeba, jest jedną z rund Rajdowych Mistrzostw Świata. Zastąpił on w RMŚ w roku 2010 Rajd Francji, rozgrywany do dziś na Korsyce. Sponsorem rajdu są firmy Crédit Mutuel i Total.

## Wyniki
| Rok  | Nazwa rajdu               | Kierowca           | Pilot            | Samochód              | Kategoria |
| ---- | ------------------------- | ------------------ | ---------------- | --------------------- | --------- |
| 2010 | Rajd Francji Alzacja 2010 | Sébastien Loeb     | Daniel Elena     | Citroën C4 WRC        | WRC       |
| 2011 | Rajd Francji Alzacja 2011 | Sébastien Ogier    | Julien Ingrassia | Citroën DS3 WRC       | WRC       |
| 2012 | Rajd Francji Alzacja 2012 | Sébastien Loeb     | Daniel Elena     | Citroën DS3 WRC       | WRC       |
| 2013 | Rajd Francji Alzacja 2013 | Sébastien Ogier    | Julien Ingrassia | Volkswagen Polo R WRC | WRC       |
| 2014 | Rajd Francji Alzacja 2014 | Jari-Matti Latvala | Miikka Anttila   | Volkswagen Polo R WRC | WRC       |

- WRC – Rajdowe mistrzostwa świata